# Czerwiec 2023

## 30 czerwca
- 52 osoby zginęły, a 30 zostało rannych w zderzeniu wielu pojazdów z ciężarówką na autostradzie między Kericho i Nakuru w Kenii[1].

## 29 czerwca
- Amerykańska firma zajmująca się lotami kosmicznymi Virgin Galactic pomyślnie uruchomiła Galactic 01, swój pierwszy prywatny lot kosmiczny, z Spaceport America w Nowym Meksyku w Stanach Zjednoczonych[2].
- Konsorcjum NANOGrav ogłasiło wykrycie tła kosmicznej fali grawitacyjnej w sygnałach z pulsarów[3].

## 27 czerwca
- Inwazja Rosji na Ukrainę: Rosyjski atak rakietowy na restaurację w Kramatorsku w obwodzie donieckim na Ukrainie zabił 12 cywilów i ranił 61 innych, w tym czworo dzieci[4].
- W Płocku przy Świątyni Miłosierdzia i Miłości odbyła się III Sesja Kapituły Generalnej Kościoła Starokatolickiego Mariawitów w RP. Podjęta w trakcie Kapituły próba wyboru biskupa elekta, zakończyła się niepowodzeniem z powodu nieuzyskania przez żadnego ze zgłoszonych kandydatów ⅔ głosów[5][6].

## 26 czerwca
- 10 osób zginęło, cztery zostały ranne, a nieznana liczba osób została uwięziona pod gruzami, gdy zawalił się 14-piętrowy budynek mieszkalny w Aleksandrii w Egipcie[7].
- Inwazja Rosji na Ukrainę: Według wiceminister obrony Hanny Malar siły ukraińskie odbiły niezamieszkaną wieś Riwnopol w obwodzie donieckim, dziewiątą w ciągu ostatniego miesiąca[8].

## 25 czerwca
- 12 osób zginęło, a siedem zostało rannych w czołowym zderzeniu dwóch autobusów w Digapahandi, Orisa, Indie[9].

## 24 czerwca
- Inwazja Rosji na Ukrainę: Szczątki rosyjskiego pocisku manewrującego zestrzelonego zeszłej nocy uszkodziły 25-piętrowy budynek w Kijowie na Ukrainie, zabijając trzech cywilów i raniąc ośmiu innych. Ukraińskie wojsko stwierdziło, że obrona powietrzna zniszczyła 41 z 51 pocisków manewrujących wystrzelonych przez Rosję, a także dwa drony[10].
- W kościele ewangelicko-augsburskim Gustawa Adolfa w Wiedniu odbyła się konsekracja bp Marii Kubin, pierwszej kobiety biskupa w Kościele Starokatolickim Austrii. Konsekracji dokonał arcybiskup Utrechtu Bernd Wallet[11].

## 23 czerwca
- Inwazja Rosji na Ukrainę: w nocy 23/24 czerwca doszło do krótkotrwałego buntu Grupy Wagnera z Jewgienijem Prigożynem na czele[12].

## 22 czerwca
- Inwazja Rosji na Ukrainę: Most między południową Ukrainą a okupowanym przez Rosję Krymem został uszkodzony przez brytyjską rakietę Storm Shadow[13].
- Odnaleziono szczątki prywatnej łodzi podwodnej Titan, firmy OceanGate, która 19 czerwca, w trakcie wycieczki do wraku RMS Titanic, po 105 minutach po rozpoczęciu zanurzania straciła kontakt. Rozpoczęła się akcja poszukiwawcza, która trwała trzy dni. Łódź implodowała, a załoga zginęła. Na pokładzie znajdowali się Hamish Harding, Shahzada Dawood(inne języki) i jego syn Suleman, Paul-Henry Nargeolet(inne języki), oraz współzałożyciel OceanGate, Stockton Rush[14][15][16].

## 20 czerwca
- Co najmniej 41 więźniów zginęło, a siedmiu zostało rannych podczas zamieszek w więzieniu dla kobiet w Tegucigalpa w Hondurasie[17].

## 19 czerwca
- Sześciu Palestyńczyków zginęło, a 90 zostało rannych podczas nalotu Sił Obronnych Izraela na obóz uchodźców Jenin na Zachodnim Brzegu[18].
- Sześć osób zginęło, a osiem zostało rannych w wyniku strzelaniny na ulicy w Guayaquil w Ekwadorze[19].
- Ministerstwa Spraw Zagranicznych Kataru i ZEA ogłosiły, że przywrócą stosunki dyplomatyczne i otworzą swoje ambasady w tych krajach[20].
- Indyjska tania linia lotnicza IndiGo zawarły umowę z europejskim producentem lotniczym Airbusem na zamówienie 500 samolotów A320, które zostaną dostarczone w latach 2030–2035, co czyniła ją największą pojedynczą umową zakupu w lotnictwie komercyjnym[21].

## 18 czerwca
- 14 osób zmarło z powodu picia nielegalnego alkoholu w prowincji Alborz w Iranie[22].
- Inwazja Rosji na Ukrainę: Siły ukraińskie zajęły frontową wioskę Pjatychatky w obwodzie zaporoskim, podczas gdy ciężkie walki nadal trwały[23].

## 17 czerwca
- Co najmniej 96 osób zginęło podczas fali upałów, która rozpoczęła się dwa dni temu w stanach Uttar Pradesh i Bihar w Indiach[24].
- Co najmniej 17 osób, w tym pięcioro dzieci zginęło w nalocie w południowym Chartumie w Sudanie[25].

## 16 czerwca
- 41 osób zginęło (w tym 38 uczniów), osiem zostało rannych, a co najmniej sześć zostało porwanych podczas ataku terrorystycznego dżihadystów z Sojuszniczych Sił Demokratycznych (powiązanego z Państwem Islamskim) na szkołę średnią w Mpondwe w Regionie Zachodnim w zachodniej Ugandzie, splądrowano również sklep spożywczy[26][27].
- Inwazja Rosji na Ukrainę:

- Siły rosyjskie zaatakowały Chersoń, raniąc 23 cywilów i niszcząc infrastrukturę.
- Wizyta misji pokojowej afrykańskich urzędników na Ukrainie została przerwana przez rosyjski atak rakietowy. Według ukraińskich sił powietrznych zestrzelono sześć pocisków balistycznych Kindżał, sześć pocisków Kalibr i dwa zwiadowcze drony.

- Artykuł opublikowany w Science Advances ujawnił, że naukowcy z Chilean Antarctic Institute odkryli skamieniałości bezprecedensowego roślinożernego hadrozaura zwanego Gonkoken nanoi, który zamieszkiwał Patagonię 72 miliony lat temu[30].

## 15 czerwca
- 15 osób zginęło, a 10 zostało rannych w zderzeniu ciężarówki z naczepą oraz autobusu na Manitoba Highway 1 w pobliżu Carberry, Manitoba, Kanada[31].
- Naukowcy z Muzeum Historii Naturalnej w Londynie (Wielka Brytania) odkryli na wyspie Wight skamieliny roślinożernego gatunku dinozaura o nazwie Vectipelta barretti. Ankylozaur, z „zbroją kolczastą przypominającą ostrze”, jest pierwszym tego rodzaju znalezionym na wyspie od 142 lat i zostanie dodany do kolekcji na Wyspie Dinozaurów w celu publicznego wystawienia go latem 2023 roku[32].

## 14 czerwca
- Inwazja Rosji na Ukrainę: Co najmniej trzy osoby zginęły, a 13 zostało rannych w ataku rakietowym na dzielnicę mieszkaniową w Odessie na Ukrainie[33].
- Komisja Europejska nakazała firmie Google sprzedaż części usług reklamowych w celu przestrzegania praktyk antykonkurencyjnych i groziła jej grzywną w wysokości do 10% jej światowych obrotów. Google, które czerpie do 79% swoich przychodów z usług reklamowych, stwierdziło, że odwoła się od tego nakazu[34].
- Na dorocznym spotkaniu International Society for Stem Cell Research (ISSCR) w Bostonie w Massachusetts, biolog rozwojowy Magdalena Żernicka-Goetz ujawniiła, że amerykańscy i brytyjscy naukowcy stworzyli pierwsze na świecie syntetyczne struktury przypominające ludzkie zarodki przy użyciu komórek macierzystych. Żernicka-Goetz zasugerowała, że odkrycia mogą dostarczyć wglądu w przyczyny poronień[35].

## 13 czerwca
- Co najmniej 100 osób zginęło, gdy łódź weselna wywróciła się na rzece Niger w stanie Kwara w Nigerii[36].
- Inwazja Rosji na Ukrainę: Rosyjskie rakiety uderzyły w budynek mieszkalny w Krzywym Rogu, zabijając 11 osób i raniąc 28 innych[37].
- 15 osób zginęło, a dwie zostały ranne po zderzeniu minibusa z zaparkowaną ciężarówką w As-Saff w Egipcie[38].
- 15 osób zginęło, a kilka zostało rannych, gdy dwa autobusy zderzyły się z ciężarówką między Fana i Konobougou w Mali[39].
- Podczas przesłuchania sądowego odnośnie federalnego aktu oskarżenia 45. Prezydent Stanów Zjednoczonych Donald Trump nie przyznał się do winy w żadnym z 37 zarzutów. Zarzuty dotyczyły domniemanego niedbałego obchodzenia się z poufnymi dokumentami po zakończeniu jego prezydentury[40].
- Synod Kościoła Polskokatolickiego w RP dokonał wyboru czterech nowych biskupów. Na nowego biskupa-zwierzchnika Kościoła wybrano ks. Andrzeja Gontarka, będącego z urzędu także ordynariuszem diecezji warszawskiej oraz przewodniczącym Rady Synodalnej Kościoła. Na biskupa ordynariusza diecezji krakowsko-częstochowskiej wybrano ks. inf. Antoniego Normana, zaś na biskupa ordynariusza diecezji wrocławskiej wybrano ks. inf. Stanisława Bosego. Na biskupa pomocniczego diecezji warszawskiej wybrano ks. Henryka Dąbrowskiego[41].

## 12 czerwca
- Ponad 46 osób zostało zabitych przez CODECO w obozie dla przesiedleńców w dystrykcie Bahema Badjere w Ituri w Demokratycznej Republice Konga[42].
- W wieku 86 lat zmarł w Mediolanie Silvio Berlusconi, włoski polityk i przedsiębiorca, trzykrotny premier Włoch[43].

## 11 czerwca
- 10 osób zginęło, a 25 zostało rannych w wypadku autobusu niedaleko Grety w Nowej Południowej Walii w Australii[44].
- Inwazja Rosji na Ukrainę: siły ukraińskie podały, że odbiły trzy wioski na południe od Wełyka Nowosiłka w południowym obwodzie donieckim[45].
- W Paryżu zakończyła się 122. edycja turnieju tenisowego French Open rozgrywanego na kortach im. Rolanda Garrosa. W rywalizacji singlowej mężczyzn zwyciężył Serb Novak Đoković, zaś w turnieju pań Polka, Iga Świątek (oboje po raz trzeci)[46].

## 10 czerwca
- Co najmniej 25 osób zginęło, a 145 zostało rannych po ulewnych deszczach, które spowodowały zawalenie się domów w całym Pakistanie[47].
- Według Ministerstwa ds. Sytuacji Nadzwyczajnych w pożarach lasów w północno-wschodnim Kazachstanie zginęło 14 osób, a 316 zostało ewakuowanych. Prezydent Kazachstanu Kasym-Żomart Tokajew w odpowiedzi na to, zwolnił ministra ds. sytuacji nadzwyczajnych Jurija Iljina[48].
- Inwazja Rosji na Ukrainę: Siły rosyjskie zaatakowały Odessę dronami i rakietami, zabijając trzech cywilów i raniąc 27 innych[49].

## 9 czerwca
- Co najmniej 27 osób zginęło, a 53 zostały ranne w wyniku ataku moździerzowego w Qoryooley w Somalii[50].

## 8 czerwca
- Co najmniej 11 osób zginęło, a 30 zostało rannych w wyniku wybuchu samochodu-pułapki przed meczetem w Fajzabadzie w Afganistanie, podczas nabożeństwa modlitewnego za wicegubernatora prowincji Badachszan, który zginął dwa dni temu. Państwo Islamskie przyznało się do odpowiedzialności[51].
- Inwazja Rosji na Ukrainę:

- Siły rosyjskie ostrzelały Chersoń, raniąc dziewięciu cywilów w pobliżu punktu ewakuacyjnego w zalanej części miasta po zniszczeniu tamy Kachowka.
- Rosyjskie Ministerstwo Obrony stwierdziło, że zniszczyło kilka czołgów armii ukraińskiej w obwodzie zaporoskim, w tym czołg Leopard 2; był to pierwszy czołg produkcji zachodniej zniszczony przez Rosjan podczas wojny. Film opublikowany przez ministerstwo pokazuje kolumnę pojazdów trafionych na polu, a jeden z nich to czołg Leopard 2.

## 7 czerwca
- 15 osób zginęło w wyniku zderzenia się autobusu z ciężarówką w Dakshin Surma Upazila w Bangladeszu[54].
- Egipskie ministerstwo turystyki i starożytności zabraniło grupie archeologów z Narodowego Muzeum Starożytności w Lejdzie w Holandii prowadzenia wykopalisk w Sakkarze po tym, jak muzeum odsłoniło wystawę poświęconą muzyce starożytnego Egiptu, którą władze egipskie skrytykowały za afrocentryczne przedstawienia niektórych postaci, twierdząc, że był to negacjonizm historyczny[55].
- W artykule opublikowanym w Biology Letters naukowcy ujawnili pierwszy znany przypadek fakultatywnej partenogenezy lub „dziewiczego urodzenia” u krokodyla, w którym samica krokodyla amerykańskiego żyjąca w izolacji w kostarykańskim ZOO złożyła jajo w pełni uformowanego martwego krokodyla, które wykazywało partenogenezę. Naukowcy sugerowali, że odkrycia mogą dostarczyć wglądu w reprodukcję przodków krokodyli, w tym dinozaurów i pterozaurów[56].

## 6 czerwca
- Inwazja Rosji na Ukrainę: Rosjanie wysadzili zaporę wodną w Nowej Kachowce na Ukrainie, powodując zalanie ok. 80 miejscowości[57].

## 2 czerwca
- W katastrofie kolejowej w Indiach, w pobliżu stacji kolejowej Bahanaga Bazar w mieście Balasore, zginęło ponad 200 osób, a ponad 900 zostało rannych[58].